# Iba Der Thiam
Iba Der Thiam (Kaffrine, 26 febbraio 1937 – Dakar, 31 ottobre 2020) è stato uno storico e politico senegalese.

## Biografia
Professore all'Università di Dakar dal 1974, ricoprì l'incarico di ministro dell'educazione nazionale dal 1983 al 1988. Nel 1992 fondò la Convenzione dei Democratici e dei Patrioti; quindi si candidò alle elezioni presidenziali del 1993 ottenendo l'1,6% dei voti e alle successive presidenziali del 2000, nelle quali ricevette l'1,2%.
Fu eletto all'Assemblea nazionale dal 1993 al 2012 e di nuovo dal 2013, divenendone vicepresidente. Fece parte del Comitato scientifico dell'UNESCO incaricato di redigere la Storia generale dell'Africa. Iba Der Thiam è morto il 31 ottobre 2020 dopo una breve malattia.
| Controllo di autorità | VIAF (EN) 46759904 · ISNI (EN) 0000 0000 7974 6139 · SBN URBV062585 · LCCN (EN) n81028678 · GND (DE) 1157371167 · BNF (FR) cb118996591 (data) |